# Alexander Mronz
Alexander Mronz, né le 7 avril 1965 à Cologne, est un joueur de tennis allemand.
Il est le frère ainé de Michael Mronz.

## Biographie
En 1995 au tournoi de Wimbledon, alors qu'il mène 1 set à 0 et break dans le deuxième set (7-66, 3-1), son adversaire Jeff Tarango abandonne à la suite d'un désaccord avec l'arbitre, ce qui lui permet d'atteindre sa meilleure performance en tournoi du Grand Chelem. Il perd ensuite en 1/8 de finale face à Andre Agassi.

## Palmarès

### Titre en double messieurs
| No | Date       | Nom et lieu du tournoi                               | Catégorie | Dotation | Surface    | Partenaire       | Finalistes                    | Score         |  |
| -- | ---------- | ---------------------------------------------------- | --------- | -------- | ---------- | ---------------- | ----------------------------- | ------------- |  |
| 1  | 18-07-1988 | OTB-Nabisco-Virginia Slims International Schenectady |           | 93 400 $ | Dur (ext.) | Greg Van Emburgh | Paul Annacone Patrick McEnroe | 6-3, 6-7, 7-5 |  |

### Finales en double messieurs
| No | Date       | Nom et lieu du tournoi                            | Catégorie           | Dotation  | Surface    | Vainqueurs                      | Partenaire       | Score    |  |
| -- | ---------- | ------------------------------------------------- | ------------------- | --------- | ---------- | ------------------------------- | ---------------- | -------- |  |
| 1  | 10-10-1988 | Tournoi de tennis de Tel Aviv Tel Aviv            |                     | 95 000 $  | Dur (ext.) | Roger Smith Paul Wekesa         | Patrick Baur     | 6-3, 6-3 |  |
| 2  | 01-01-1990 | Australian Men's Hardcourt Championships Adélaïde | World Series        | 125 000 $ | Dur (ext.) | Andrew Castle Nduka Odizor      | Michiel Schapers | 7-6, 6-2 |  |
| 3  | 09-09-1991 | Grand Prix Passing Shot Bordeaux                  | World Series        | 270 000 $ | Dur (ext.) | Arnaud Boetsch Guy Forget       | Patrik Kühnen    | 6-2, 6-2 |  |
| 4  | 04-10-1993 | Australian Indoor Tennis Championship Sydney      | Championship Series | 875 000 $ | Dur (int.) | Patrick McEnroe Richey Reneberg | Lars Rehmann     | 6-3, 7-5 |  |